# صموئيل أولمان
صموئيل أولمان (بالإنجليزية: Samuel Ullman)‏ هو كاتب وشاعر أمريكي، ولد في 13 أبريل 1840 في هشينغن في ألمانيا، وتوفي في 21 مارس 1924 في برمنغهام في الولايات المتحدة.